# Bolesław Chrząszcz
Bolesław Chrząszcz pseud. Orzeł, Zagraniczny (ur. 22 września 1883 w Warszawie, zm. 1943 w ZSRR) – działacz komunistyczny i związkowy, funkcjonariusz Czeki.

## Życiorys
Syn robotnika Emila, skończył 4-letnią szkołę techniczną, po czym pracował jako lakiernik i elektromonter. Od 1905 członek SDKPiL, pracownik techniki partyjnej. Aktywista Socjaldemokratycznego Związku Zawodowego Robotników Przemysłu Metalurgicznego. W 1908 aresztowany i uwięziony w Warszawie, rok później skazany na zesłanie do guberni jenisejskiej, gdzie był robotnikiem rolnym, a od 1913 kinooperatorem w Jenisejsku. Po rewolucji lutowej 1917 przybył do Moskwy, gdzie wstąpił do Socjaldemokratycznej Partii Robotniczej Rosji (bolszewików) (SDPRR(b). Od marca 1917 był sekretarzem Związku Zawodowego Pracowników Kinematografii. Działał w moskiewskiej grupie SDKPiL, a następnie KPRP. Brał udział w przewrocie bolszewickim w Moskwie w październiku 1917. W 1918 wstąpił do Czeki, gdzie najpierw pracował w kompanii do zadań specjalnych, a od 1919 był naczelnikiem Archiwum Czeki. W 1920 walczył w oddziałach Armii Czerwonej w wojnie z Polską, po której zakończeniu powrócił do pracy w Archiwum. Od 1923 do 1925 kierował jednym z wydziałów w moskiewskim GPU. Od 1925 był naczelnikiem kancelarii przewodniczącego Centralnego Komitetu Wykonawczego (CKW) ZSRR. 23 maja 1937 został aresztowany przez NKWD i uwięziony. Zmarł w więzieniu w 1943. W 1955 został pośmiertnie zrehabilitowany.